# Gnose

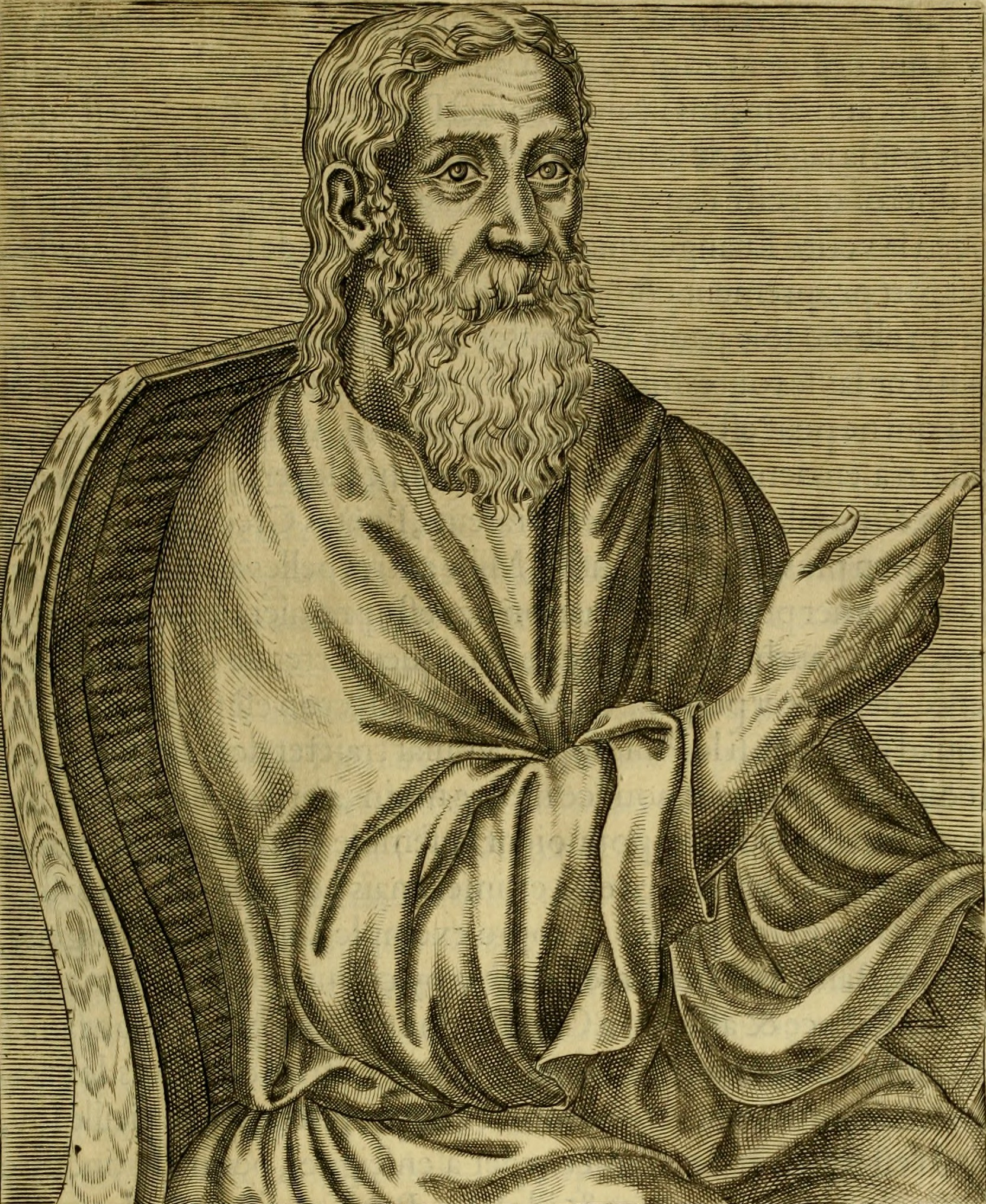
Pour Clément d'Alexandrie, l'un des Pères de l'Église, le gnostique est un chrétien accompli.

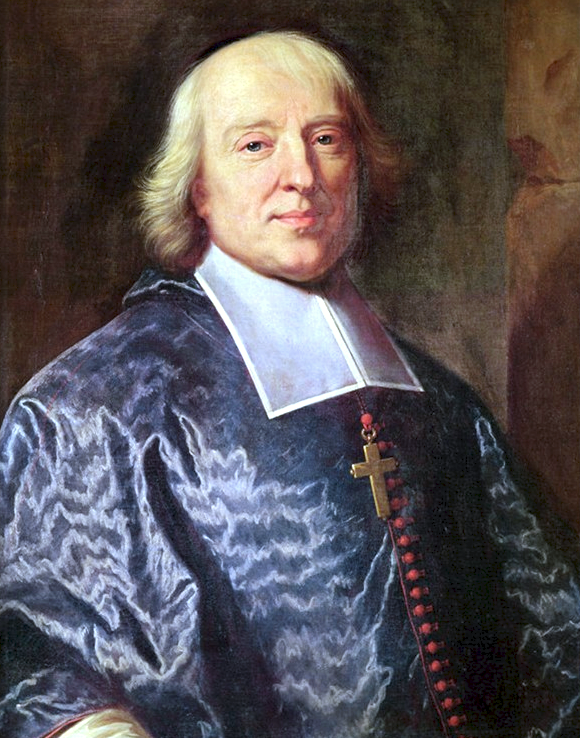
Pour Bossuet, le gnostique n'est autre chose qu'un chrétien digne de ce nom, qui a tourné la vertu chrétienne en habitude.

De façon très générale, la gnose (du grec γνῶσις, gnôsis : connaissance) est une doctrine philosophico-religieuse selon laquelle une connaissance directe de vérités cachées concernant l'humanité, le monde et la divinité est accessible par un enseignement, le plus souvent ésotérique, un parcours, le plus souvent initiatique, ou une révélation, et est la condition de l'accès à un  salut de l'âme après la mort. Le terme gnose désigne aussi le contenu de cette connaissance.
À l'époque du christianisme primitif, le mot a été employé par Paul de Tarse (1 Cor. 1, 5), puis par un certain nombre de théologiens orientaux qui pendant les premiers siècles ont marqué le concept par leurs critiques ou par leurs louanges. Parmi les plus importants se trouvent Irénée de Lyon, Clément d'Alexandrie, Origène, Tertullien, ou encore Évagre le Pontique. Au XVIIe siècle, le mot est ré-utilisé en France par Bossuet et Fénelon.
Aujourd'hui, le mot gnose peut être employé pour désigner les doctrines des mouvements du Gnosticisme antique qui relèvent de théologies dualistes, c'est-à-dire de croyances dans l’existence d'un Dieu du Bien et d'un Dieu du Mal, et qui considèrent le corps et la vie terrestre comme des prisons dont l'homme doit se libérer pour être sauvé. Cette gnose dualiste, contraire aux principes théologiques du christianisme ayant été combattue par les théologiens chrétiens des premiers siècles qui l'ont qualifiée de pseudo-gnose (Paul de Tarse), ou de gnose au faux nom (Irénée de Lyon). Mais le même mot gnose peut aussi être utilisé pour désigner la gnose chrétienne qui considère que tout homme est capable de percevoir Dieu en lui, de recevoir sa lumière et d'obtenir la vie éternelle.
À partir du XIXe siècle, le terme gnose et les concepts qu'il recouvre ont été utilisés dans des contextes beaucoup plus larges, en histoire des religions, y compris non chrétienne, mais aussi de la philosophie et de la littérature ou de la politique, ainsi que par les « nouveaux mouvements religieux », ésotériques et New Age.

## Gnose, gnostiques et gnosticisme: définitions et utilisations
En 1984, Ioan Petru Culianu a résumé de façon ironique les contradictions polysémiques de l'usage moderne du mot gnosticisme : 

« Autrefois je croyais que le gnosticisme était un phénomène bien défini de l'histoire des religions de l'Antiquité tardive. Bien sûr, j'étais prêt à accepter l'idée de diverses continuations de la gnose ancienne et même celle de la génération spontanée de visions du monde dans lesquelles, à différentes époques, les caractéristiques distinctives du gnosticisme réapparaissaient. J'ai vite appris cependant que j'étais en fait naïf. Non seulement la gnose était gnostique, mais les auteurs catholiques étaient gnostiques, les néoplatoniciens aussi, la Réforme était gnostique, le communisme était gnostique, le nazisme était gnostique, le libéralisme, l'existentialisme et la psychanalyse étaient également gnostiques, la biologie moderne était gnostique, Blake, Yeats, Kafka, Rilke, Proust, Joyce, Musil, Hesse et Thomas Mann étaient gnostiques. D'interprètes faisant autorité sur la gnose, j'appris en outre que la science est gnostique, et que la superstition est gnostique ; que le pouvoir, le contre-pouvoir et le manque de pouvoir sont gnostiques ; que Freud est gnostique et Jung est gnostique ; toute chose et son contraire sont également gnostiques. »

Dans leur Introduction à la littérature gnostique, Michel Tardieu et Jean-Daniel Dubois distinguent, d'un point de vue historique, huit sens du mot « gnostique » : 
- la gnôsis épistémologique de Platon
- le sens obvie (le gnosticisme historique)
- le sens hérésiologique
- le sens clémentin (Clément d'Alexandrie)
- le sens évagrien (Évagre le Pontique)
- le sens ésotérique (Louis Massignon, Henri Corbin, Gershom Scholem, Raymond Ruyer)
- le sens syncrétique (en histoire des religions, voir suridéalisme)
- le sens psychologique (Hans Jonas).

## La gnose chrétienne

### Principes fondamentaux

#### Hypostase
Voir Hypostase

#### Apatheia et Praktiké
Voir Apatheia et Praktiké

#### Agape
Voir Agapé

#### Théosis, transfiguration et résurrection
Voir Théosis, Transfiguration, Résurrection

## Le gnosticisme antique

### Distinction entre gnose et gnosticisme
La découverte en 1945 des manuscrits de la bibliothèque de Nag Hammadi, leur traduction et leur étude ont entraîné un renouveau des études sur les mouvements gnostiques antiques qui n'étaient jusqu'alors connus que par quelques rares textes dispersés, et surtout par le filtre des descriptions des hérésiologues chrétiens. Devant la confusion engendrée par les usages multiples du terme gnosticisme l'habitude a été prise dans les milieux académiques depuis la seconde moitié du XXe siècle de réserver ce mot aux mouvements philosophico-religieux des premiers siècles, et d'attribuer un sens beaucoup plus large au mot gnose. Les participants (spécialistes de l'étude des religions, théologiens, et philosophes des religions) du colloque de Messine en 1966 proposèrent « par application simultanée des méthodes historiques et typologiques » les définitions suivantes : de désigner un groupe particulier de systèmes (religieux) du deuxième siècle ap. J.-C. par le terme gnosticisme, et d'utiliser le terme « gnose » pour désigner une conception de la connaissance qui a traversé les époques, qui est décrite comme une « connaissance des mystères spirituels réservée à une élite,. »
Ces définitions présentent l'avantage de permettre d'étudier et discerner les invariants de cette forme d'accès à la connaissance, et  des difficultés car elles donnent un sens nouveaux à un mot anciens : — gnose et un sens ancien à un mot nouveau : — gnosticisme. 
Cette définition de la gnose, sera par exemple reprise par l'historien et ethnologue Jean Servier qui parle d'une connaissance globale qui permet d'appréhender simultanément la place des sociétés humaines dans l'univers visible et invisible et la place des individus dans la société. Il ne s'agit pas de la connaissance de toute les vérités mais la vision claire du sens et des finalités de la vie humaine et des relations aux êtres qui l'entourent. Pour d'autre, cette définition est trop vague et trop générale ce qui la rend peu utilisable du point de vue historique.
Même chose en ce qui concerne l'utilisation du terme gnosticisme sans qualificatif : après l'avancée des traductions et des études, aucune définition ou typologie n'a pu faire consensus parmi les chercheurs, au point qu'il a été récemment suggéré d'abandonner le terme en tant que catégorie destinée à caractériser et rassembler des mouvements et textes antiques.
Louis Painchaud exprime la problématique en ces termes : « Il faut admettre avec Michael Williams qu’en tant que construction typologique, le concept de "gnosticisme" échoue à rendre compte du contenu de la plupart des textes dits "gnostiques". Sa principale fonction, en termes de catégorisation, est de créer une catégorie "gnosticisme" à côté de la catégorie "christianisme", et par là-même une distinction artificielle entre un ensemble de phénomènes dits "gnostiques" et un ensemble de phénomènes dits "chrétiens" qui différeraient les uns des autres par essence. En fait, cette construction savante, abandonnée depuis longtemps en Europe centrale, pourrait bien être en grande partie la transposition dans le domaine critique d’un outil polémique mis au point par certains chrétiens du IIe siècle pour en combattre d’autres. ».
Néanmoins les utilisations de gnosticisme dans un sens historique, et de gnose dans un sens intemporel sont restées courantes. Ainsi pour Madeleine Scopello : « Par gnosticisme, on désigne un mouvement de pensée centré autour de la notion de connaissance (gnôsis) qui se développa au IIe et IIIe siècles de notre ère, à l'intérieur de l'Empire romain. Par gnose, en revanche, on désigne des tendances de la pensée qui trouvent un dénominateur commun dans leur conception et leur processus d'acquisition de la connaissance qu'ils recherchent. Le manichéisme, le mandéisme, la kabbale peuvent être considérés comme des formes de gnose. ». Toujours selon elle, la gnose ancienne est une voie pour atteindre le royaume céleste à travers une quête spirituelle dans laquelle « l'homme doit faire la lumière à la fois sur ses origines et sa destinée. ».

### Le gnosticisme antique
L'utilisation du seul mot gnosticisme pour désigner les mouvements dits gnostiques de l'Antiquité est problématique pour plusieurs raisons :
- la recherche et la valorisation d'une connaissance n'a rien de spécifique ni de caractéristique de ces mouvements dans le contexte philosophico-religieux de l'Antiquité et est même d'une « banalité absolue »[12] ;
- si certains groupes ont pu s'appeler eux-mêmes gnostiques (gnostikoi : ceux qui ont la connaissance), rien n'indique que tous ceux que l'on qualifierait ainsi l'ont fait[13], et le mot est par exemple absent des textes de la bibliothèque de Nag Hammadi, où l'on trouve par contre de nombreuses et diverses autres autodésignations (« les fils de Dieu », « les descendants de Seth », « les enfants de la chambre nuptiale », etc.)[14] ;
- le regroupement de ces mouvements, dont les doctrines et les pratiques sont d'une grande variété, sous cette unique appellation est d'abord le fait de leurs opposants chrétiens orthodoxes ou païens (comme Celse ou le néoplatonicien Porphyre). Utiliser le mot de gnosticisme pour les désigner prolonge cette stratégie rhétorique et polémique[15].

La définition du gnosticisme proposée dans le document final de la conférence de Messine :
« Le gnosticisme des sectes du second siècle implique une série cohérente de caractéristiques qui peuvent être résumées par l'idée de la présence d'une étincelle divine dans l'homme, provenant du royaume divin, tombée dans ce monde de naissance, de destin, et de mort, et ayant besoin d'être réveillée par son homologue divin pour pouvoir être finalement réintégrée. Comparée à d'autres conceptions d'une « chute » du divin, cette idée se fonde ontologiquement sur la conception d'un mouvement descendant du divin dont la périphérie, souvent appelée Sophia [Sagesse] ou Ennoïa [Pensée], devait se soumettre au sort d'entrer en crise et de produire — ne serait-ce qu'indirectement — ce monde, auquel il ne peut tourner le dos, puisqu'il lui faut retrouver le pneuma, une conception dualiste sur fond moniste, exprimée dans un double mouvement de décentralisation et de réintégration. Le type de gnose impliqué dans le gnosticisme est conditionné par ces fondements ontologiques, théologiques et anthropologiques. Toutes les gnoses ne sont pas gnostiques, mais seulement celles qui peuvent se résumer dans cette idée de l'étincelle divine en chaque humain dérivée du royaume divin, la consubstantialité divine de l'étincelle qui a besoin d'être réveillée et réintégrée» a ainsi été rapidement contestée et n'est plus reprise.
Christoph Markschies propose une typologie en huit points pour caractériser les textes et mouvements gnostiques de l'Antiquité :
- l'existence d'un Dieu suprême complètement distinct et en dehors du monde
- l'introduction d'autres figures divines plus proches des humains que le Dieu suprême
- l'idée que le monde et la matière sont des créations mauvaises, et constituent donc une aliénation
- l'introduction d'un Dieu créateur (appelé démiurge dans la tradition platonicienne), décrit parfois comme surtout ignorant, mais parfois comme surtout mauvais
- l'explication de cet état des choses par un drame mythologique dans lequel des étincelles divines sont tombées de leur sphère dans le monde mauvais, se sont endormie dans certains êtres humains, mais peuvent en être libérée
- la croyance que la Connaissance (Gnose) de cette chute et de cette présence divine dans l'individu ne peut être obtenue que par l'intermédiaire d'un rédempteur qui descend de sa sphère supérieure et y retourne ensuite
- la croyance en la possibilité de la rédemption des êtres humains par la connaissance de ce Dieu ou de cette étincelle en eux
- des tendances vers différents types de dualisme.

L'étude des textes de Nag-Hammadi, a conduit à distinguer deux groupes de textes. L'un relevant du gnosticisme valentinien, du nom de son fondateur Valentin, et l'autre relevant du  gnosticisme séthien, du nom de Seth, le troisième fils d'Adam et Ève, qui en est une des figures mythologiques principales.

#### Les influences du gnosticisme antique
Les variantes du gnosticisme antiques se situent au confluent de quatre mouvements préexistants, tous d'origine moyen-orientale : « le gnosticisme naît d'un syncrétisme diffus, à la fois juif, perse, grec et chrétien ». L'originalité du gnosticisme n'est donc pas tant dans ses principes de base, qu'on peut retrouver dans d'autres mouvements de la région, que dans la synthèse spécifique qu'il en fait. 
Les quatre influences dominantes du gnosticisme « classique » sont ainsi :
Le christianisme : la croyance dans le Christ, sauveur envoyé aux hommes par Dieu, est commune aux mouvements chrétiens et au gnosticisme antique, même si à la périphérie de celui-ci semblent avoir existé des mouvements apparentés mais non chrétiens. De ce point de vue, le gnosticisme peut être considéré comme un mouvement chrétien, car « le salut est obtenu grâce à la connaissance salvatrice que Jésus est venu livrer aux humains sur la Terre afin de réveiller en eux l’étincelle divine ». Dans certains courants, le Jésus présenté n'a cependant plus guère de relation avec le Jésus chrétien, et le caractère chrétien de ces courants a donc été discuté. Mais la référence au Christ sauveur reste cependant commune à la quasi-totalité des courants gnostiques identifiés.
Le platonisme puis le néo-platonisme : le gnosticisme y reprend l'idée de l'existence de deux mondes : un monde idéal ou spirituel, parfait par essence, et un monde matériel, reflet imparfait voire fondamentalement mauvais du monde idéal ou spirituel. Le but du gnosticisme est toujours de ramener les âmes égarées dans le monde matériel vers le monde spirituel. « Jésus rétablit l’unité originelle dans une création tombée dans la dualité (Esprit et corps). [De fait, ] la plupart des gnostiques chrétiens préconisent un ascétisme rigoureux afin de contrôler et de punir un corps porteur du mal comme la matière dont il est fait ». « Le gnosticisme des sectes du second siècle implique […] l'idée d'une étincelle divine dans l'homme, provenant du royaume divin, tombée dans ce monde de destin, de naissance et de mort, et ayant besoin d'être réveillée par son homologue divin pour pouvoir être finalement réintégrée » au royaume divin. Ce retour au royaume de Dieu est d'autant plus nécessaire que « le cosmos gnostique [est] un concept fondamentalement négatif, destitué de sens et déserté par la bonté, où l'homme est en exil et la divinité absente ».
Le dualisme : le dualisme religieux croit à l'existence d'un principe divin du bien, opposé à un principe divin du mal, les deux s'opposant. Devant l'imperfection du monde et le mal qui y existe, le dualiste refuse de croire que Dieu a pu engendrer ce mal, d'où l'existence nécessaire d'une divinité mauvaise, ou au moins imparfaite et limitée. Cette opposition entre deux principes divins, dont l'un explique le mal, vient sans doute à l'origine du zoroastrisme perse, mais a été largement reprise par certains milieux du christianisme antique, dont certains ne sont pas strictement gnostiques, comme le marcionisme. Le gnosticisme réinterprète ces idées, liant le dieu bon au monde spirituel et le dieu mauvais (ou au moins imparfait et limité) à la création du monde matériel. Comme chez Marcion, le dieu mauvais/limité est généralement associé au dieu créateur de l'Ancien Testament, le dieu bon étant le véritable inspirateur du Christ. « Le monde gnostique est hanté par un dieu inférieur, un démiurge, ce « malin » dont parlait Jean. […] Ce monde-ci, marqué par la mort, s'oppose irréductiblement à ce monde-là [spirituel] où règne la vie. L'anticosmisme [l'opposition au monde matériel] génère en dernière instance un dualisme radical ».
Les cultes à mystères, ou religions ésotériques : ces religions païennes, d'origine moyen-orientale ou grecque, mais qui finissent par devenir très populaires dans l'occident romain, insistent sur la notion de connaissance ésotérique comme voie vers la connaissance du dieu vénéré et vers un salut dans l'au-delà. Les disciples doivent suivre un long enseignement qui leur donne accès à des niveaux progressifs de connaissance (gnose), celle-ci n'étant pas enseignée aux incroyants ou aux simples fidèles. Parmi ces cultes à mystères grecs ou orientaux, on peut compter les Mystères d'Éleusis, certaines versions du culte de Cybèle ou d'Isis, et l'hermétisme gréco-égyptien. Cet aspect ésotérique éloigne le gnosticisme du christianisme dominant de l'époque, qui considère que le salut vient de la foi plutôt que de la connaissance (thème paulinien par excellence), et aussi des (bonnes) œuvres, voire de la grâce divine, ce qui mène de la croyance en l'omniscience divine à la croyance en la prédestination comme chez saint Augustin). Pour les gnostiques au contraire, « le vrai message de Jésus est secret , et l'apprentissage de ce message passe par « un enseignement ésotérique […] transmis de maître à disciple [ou…] par une initiation ». De plus : « La connaissance n’opère pas un changement linéaire dans l’individu. Elle fait changer de plan. Elle produit une seconde naissance , condition du salut.»
Chacune de ces influences a connu ses interprétations et a été fondue avec les autres de façon très différente par chaque courant gnostique, créant une certaine difficulté à définir clairement le périmètre de ce qu'est le gnosticisme.

### Gnosticisme et catharisme
Les cathares sont souvent présentés comme inspirés par le gnosticisme. Pour R. van den Broek, si l'on qualifie de « gnostique » l'idée dualiste (qui leur vient peut-être des Pauliciens) que le monde a été créé par un mauvais démiurge et que l'âme est enfermée dans la prison du corps, le catharisme peut être considéré comme une forme médiévale de gnosticisme. Mais dans l'ensemble, avec ses pratiques et ses croyances, il ne peut pas être comparé  aux mouvements gnostiques de l'Antiquité, notamment parce qu'il s'agit d'une religion sacramentelle dans laquelle la notion de Connaissance-Gnose ne joue pas de rôle plus important que dans le christianisme catholique, et que les idées cathares sur l'âme et l'esprit sont étrangères au gnosticisme.

## La gnose moderne
Parmi les appropriations modernes du mot gnosticisme, Richard Smith a relevé la poésie de William Blake, le Moby Dick de Herman Melville, les théories psychanalytiques de Carl Gustav Jung, les romans de Hermann Hesse, la politique d'Eric Voegelin. En 1835 le spécialiste du Nouveau Testament Ferdinand Christian Baur avait construit un modèle de développement du gnosticisme culminant avec la philosophie religieuse de Hegel ; Maxim M. Blondovski, à travers le suridéalisme, ou encore plus récemment Harold Bloom tentent d'identifier des éléments gnostiques dans la religion américaine contemporaine.

## La gnose ésotérique
Le terme gnose désigne une forme d'ésotérisme couvrant les pratiques où l'accès à l'enseignement a un caractère empirique ou initiatique.
À la fin du XIXe siècle l'apparition d'un mouvement néo-gnostique entraîne la création de l'Église gnostique de France puis, au XXe siècle, de l'Ecclesia Gnostica Catholica et de l'Église gnostique apostolique.
À partir des années soixante, apparaît en Amérique du Sud un mouvement gnostique samaélien inspiré de la gnose chrétienne, la théosophie et les courants initiatiques rosicruciens. Il s'appuie principalement sur une interprétation ésotérique du manuscrit de la Pistis Sophia considérée par les gnostiques samaéliens comme la Bible des gnostiques. Ce courant gnostique est un mélange et une interprétation de différentes gnoses à la fois occidentales et orientales. Il a donné naissance à l'Église gnostique chrétienne universelle. De nombreuses idées de cette forme de gnose moderne ont été reprises et véhiculées dans le monde par des mouvements pseudo-gnostiques d'inspiration New-Age.

#### Francophone
- André Lalande, Vocabulaire technique et critique de la philosophie, (1e édition : 1926), 3e édition « Quadrige », entrée : « Gnose », Paris, PUF, Volume 1, 1993, p. 386-387,  (ISBN 2 13 044513 6)
- Jacques Lacarrière, Les gnostiques, préface de Laurence Durell, (première édition 1964), Paris, Albin Michel, coll. Spiritualités vivantes,1993
- Etienne Couvert, De la gnose à l’œcuménisme, Chiré-en-Montreuil, éd. Chiré, 1984.
- Raymond Lemieux et Reginald Richard (éds), Gnoses d'hier et d'aujourd'hui, Université Laval, Groupe de recherches en sciences de la religion, 1986. compte rendu par Jean-Daniel Dubois
- Michel Tardieu et Jean-Daniel Dubois, Introduction à la littérature gnostique. T.I : Collections retrouvées avant 1945, Paris, Cerf, 1985. Compte rendu par Alexandre Faivre, compte rendu par Charles Perrot.
- Ioan Couliano Les Gnoses dualistes d'Occident: Histoire et mythes, Paris, Plon, 1990. Compte-rendu par Robert A. J. Gagnon
- Nathalie Depraz et Jean-François Marquet (éds.), La Gnose, une question philosophique. Pour une phénoménologie de l'invisible, Paris, Cerf, 2000. Présentation.
- Jean Borella, Problèmes de gnose, Paris, L'Harmattan, 2007. Extraits en ligne
- Jean-Yves Leloup, Les profondeurs oubliées du Christianisme, Paris, éd. du Relié, 2007.
- Alain Pascal, La guerre des gnoses (4 tomes), Paris, éd. des Cimes & Paris, éd. L'Æncre, 1996-2015.
- Roland Hureaux, Gnose et gnostiques des origines à nos jours, Paris, Desclée de Brouwer, 2015.

##### Articles
- Guy G. Stroumsa, Ascèse et Gnose: aux origines de la spiritualité monastique, in Revue Thomiste no 81, 1981, p. 557-576, en ligne
- Georges Bataille, Le bas matérialisme et la gnose, in Documents no 1, 1930, pp. 1-8, en ligne

#### Anglophone
- (en) Morton Smith The history of the term gnostikos in The rediscovery of gnosticism : proceedings of the International Confeeme trimestree rence on Gnosticism at Yale, New Haven, Connecticut, March 28-31, 1978, Issue 2, Volume 41 of Studies in the history of religions, éd. BRILL, 1980 extraits en ligne
- (en) Daniel Merkur, Gnosis: an esoteric tradition of mystical visions and unions, SUNY series in Western esoteric traditions, 1993 extraits en ligne
- (en) R. van den Broek, Wouter J. Hanegraaff (eds), Gnosis and hermeticism from antiquity to modern times, SUNY series in Western esoteric traditions, 1997 extraits en ligne
- (en) Michael Allen Williams Rethinking "Gnosticism": An Argument for Dismantling a Dubious Category, Princeton University Press, 1999 extraits en ligne
- (en) Christoph Markschies, Gnosis: an introduction, Continuum International Publishing Group, 2003 extraits en ligne
- (en) Karen L. King, What is Gnosticism? , éd. Harvard University Press, 2005 extraits en ligne
- (en) Robert M. Grant, Gnosticism: a source book of heretical writings from the early christian period, New- York, Harper, 1961
- (en) Steven Runciman, The medieval manichee: a study of christian mualist heresy, Cambridge, 1947